# 东上乡
东上乡，是中华人民共和国江西省吉安市井冈山市下辖的一个乡镇级行政单位。

## 行政区划
东上乡下辖以下地区：
浆山村、大亚山村、坳背村、席塘村、桥头村、瑶前村、曲江村、虎爪坪村、蒲陇村和东上村。